# تيفاني تشين
تيفاني تشين (بالإنجليزية: Tiffany Chin)‏ هي مدربة تزلج فني ‏ أمريكية، ولدت في 3 أكتوبر 1967 في أوكلاند في الولايات المتحدة.

## وصلات خارجية
- تيفاني تشين على موقع أوليمبيديا (الإنجليزية)